# Extra 230
El Extra EA 230 es una aeronave para acrobacias de alto rendimiento, diseñada por el piloto alemán Walter Extra.

## Especificaciones

### Características generales
- Tripulación: 1
- Capacidad: 1
- Longitud: 5.82 m
- Envergadura: 7.40 m
- Altura: 1.73 m
- Peso vacío: 440 kg
- Peso cargado: 560 kg
- Planta motriz: Lycoming AO-360.
  - Potencia: 171 kW (230hp) cada uno.
- Hélices: 2, 3 o 4 palas